# Lunglav
Lunglav (Lobaria pulmonaria) är en lav som hör till släktet lunglavar, för vilket arten är typart. Den är en bladlav som växer på lövträdsstammar, sällsynt också på klippor, i områden med nederbördrikt klimat. Bålen kan bli flera decimeter stor och dess lober, bålens flikar, är 1–3 centimeter breda. Vid väta är den grön men när den är torr har den en brun till gråbrun färg. 
Lunglavens vetenskapliga artepitet pulmonaria kommer av pulmonarius som antyder att det har med lungorna att göra (det latinska ordet för lunga är pulmo). Enligt den så kallade signaturläran troddes lunglaven förr kunna bota olika lungsjukdomar, och det är efter detta som den fått sitt namn.
Sedan 1900-talets början har lunglaven gått tillbaka och blivit sällsyntare, särskilt i Europa där den på flera håll minskat stark. En orsak till att den blivit mindre vanlig kan vara luftföroreningar. Den hotas även av habitatförlust på grund av att gamla skogar avverkas och äldre lövträd blivit sällsyntare. I Sverige är laven rödlistad som nära hotad. Den anses som en signalart för skyddsvärd natur med hög biologisk mångfald.

## Beskrivning
Lunglav har en bladlikt flikig bål som kan bli flera decimeter stor. Färgen varierar från grön om den är fuktig till brun eller gråbrun om den är torr. Den gröna färgen kommer av att algskiktet består av grönalger. Men i lunglavens bål finns också ansamlingar av cyanobakterier (tidigare kallade blågröna alger) som kallas cephaloider. De enskilda loberna är 1–3 centimeter breda och har en kantig form.

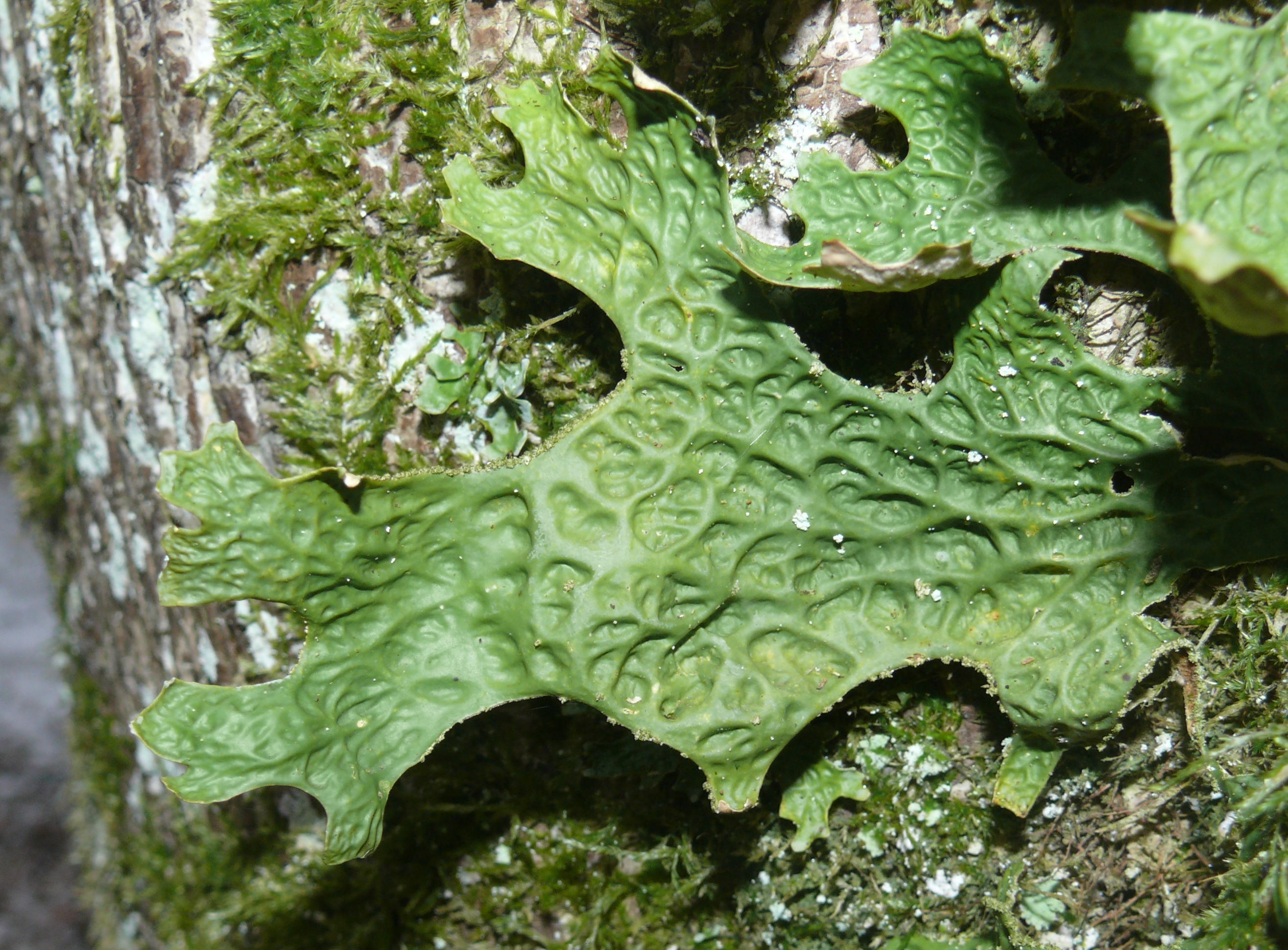
Detalj av bålen där man ser mönstret av åsar.

På ovansidan av bålen finns ett mönster av upphöjda åsar. På åsarna kan punktformig soral och stiftslika isidier för asexuell förökning finnas. Fruktkroppar för sexuell förökning, apothecier, är sällsynt hos lunglav. Apothecierna är rödbruna och finns vid lobernas kanter. Bålens undersida är brunaktig och fint hårig med inslag av ljusare fläckar som saknar hår.

## Ekologi
Lunglaven är en lav som främst växer på bark och som trivs med hög och jämn luftfuktighet. Vanligast är den på äldre lövträdsstammar. Den växer på olika ädellövträd men också på asp, sälg och rönn. Sällsynt växer den dock även på klippor. I Sverige är detta vanligast i de norra delarna av landet.[källa behövs]
En lav består av en svamp som lever i symbios med en alg. Svampen suger upp vatten och skyddar algen mot uttorkning och algen producerar energi genom fotosyntes. De cyanobakterier som finns inbäddade i lunglavens bål kan fixera kväve ur luften och göra det tillgängligt som näringsämne för laven.